# Лев Кишка
Лев (Леон) II (в миру Лука Кишка; пол. Lew Kiszka; 1668, Ковель — 19 ноября 1728, село Купичев, Волынское воеводство, Речь Посполитая) — митрополит Киевский, Галицкий и всея Руси — предстоятель Униатской церкви (17 сентября 1714 — 19 ноября 1728). Религиозный и общественно-политический деятель Речи Посполитой. Профессор риторики и философии. Доктор теологии.

## Биография
Представитель обедневшего шляхетского рода герба Домброва. В 1684 вступил в монашеский Базилианский орден. Образование получил в монастырской школе василиан. В 1693 году окончил  Конгрегацию пропаганды веры в Риме. Тогда же стал доктором богословия.
Вернувшись на родину, был назначен профессором риторики и философии василианской семинарии во Владимире-Волынском (1694—1696).
Викарий с 1696 года, с 1697 по 1699 — архимандрит монастыря Святой Троицы в Вильно. Затем, стал настоятелем монастыря св. Бориса и Глеба в Полоцке (1699—1708).
Генеральный настоятель вазилианского ордена (1703—1713). В 1709 избран почётным аббатом монастя василиан в Супрасле.
В 1711—1728 годах — епископ Владимирско-Берестейской епархии.
В 1713 избран, а в 1714 утверждён грекокатолическим митрополитом Киевским, Галицким и всея Руси — предстоятелем Русской униатской церкви . Будучи митрополитом занимался упорядочением церковно-религиозных дел. Был инициатором и организатором проведения Замойского Синода в 1720 году, который постановил унифицировать богослужение, приняв литургические книги, одобренные папской властью и отказавшись от использования некатолических изданий, издать на народном языке два катехизиса (большой для духовенства и малый для народа). Также собор запретил почитать Григория Паламу.
Историк, теолог, переводчик многих книг, изданных типографией в Супрасле.
Умер 19 ноября 1728 года в селе Купичев Волынского воеводства. Похоронен во Владимире-Волынском.